# The Conductor's Departure
The Conductor's Departure är det svenska tekniska death metal-bandet Anatas fjärde studioalbum, utgivet i juni 2006 på Wicked World Records, bandets andra skiva på detta bolag. Med en speltid på 53 minuter är det bandets längsta album.

## Låtlista
1. "Downward Spiral into Madness" – 5:28
2. "Complete Demise" – 4:29
3. "Better Grieved than Fooled" – 5:57
4. "The Great Juggler" – 6:00
5. "Cold Heart Forged in Hell" – 5:00
6. "I Would Dream of Blood" – 5:30
7. "Disobedience Pays" – 5:19
8. "Children's Laughter" (instrumental) – 1:44
9. "Renunciation" – 5:44
10. "The Conductor's Departure" – 8:29

## Medverkande
Musiker
- Fredrik Schälin – sång, gitarr
- Andreas Allenmark – gitarr, sång
- Henrik Drake – basgitarr
- Conny Pettersson – trummor

Produktion
- Anata – producent
- Christian Silver – producent, inspelningstekniker
- Johan Örnborg – producent, inspelningstekniker
- Dragan Tanaskovic – mastering
- Conny Pettersson - albumkonst
- Grzegorz Kmin - albumkonst, design
- Robert Pettersson – albumkonst, bandlogo
- Shelley Jambresic – foto
- Danny "Trabi" Jakesch – foto
- Caroline Traitler – foto
- Roman Zimmerhackel – foto